# Dennis Deletant
Dennis Deletant (1946) és un historiador britànic, especialitzat en l'estudi de la història de Romania durant el segle xx, de la qual és considerat un dels principals experts.
És autor d'obres com ara Colloquial Romanian (1984), Ceauşescu and the Securitate: Coercion and Dissent in Romania, 1965-1989 (1995), Communist Terror in Romania: Gheorghiu-Dej and the Police State 1948–1965 (1999), Security Intelligence Services in New Democracies: The Czech Republic, Slovakia and Romania (2001), junto a Kieran Williams, o Hitler's Forgotten Ally: Ion Antonescu and His Regime, Romania 1940–1944 (2006), sobre el dictador romanès Ion Antonescu, entre d'altres. També ha estat editor de Historians as Nation-Builders: Central and South-East Europe (1988), conjuntament amb Harry Hanak.